# اينزو ترينيداد
اينزو ترينيداد (بالإسبانية: Enzo Trinidad)‏ هو لاعب كرة قدم أرجنتيني في مركز الهجوم، ولد في 19 سبتمبر 1996 في  في الأرجنتين. لعب مع بانفيلد.

## وصلات خارجية
- اينزو ترينيداد على موقع قاعدة بيانات كرة القدم.إي يو (الإنجليزية)
- اينزو ترينيداد على موقع Soccerway.com (الإنجليزية)